# Église Saint-Jean-Baptiste d'Allonville
Pour les articles homonymes, voir Église Saint-Jean-Baptiste.
L'église Saint-Jean-Baptiste d'Allonville est un édifice religieux catholique situé à Allonville, dans le département de la Somme, dans la communauté d'agglomération Amiens Métropole.

## Historique
La construction d'une nouvelle église à Allonville fut décidée en 1836. C'est le châtelain de la commune Vaysse de Rainneville qui en finança en partie la construction. La construction débuta en 1840. Elle fut agrandie vers 1860 et le clocher-porche était construit avant 1871.
Elle est fermée au public par arrêté municipal, en attente de travaux de sécurisation, des vitraux sont cassés en 2020.

## Caractéristiques
L'édifice est extérieurement de style néo-roman avec fenêtres de plein-cintre, construit en brique. Mais parce qu'elle est trop léger en relation à l'art roman vrai, elle donne un aspect presque néo-renaissantiste ou même néo-classique. La longueur intérieure est de 24 mètres, la largeur est de 16,65 mètres. L'intérieur de la nef est une pseudo-basilique de style néo-classique. Elle comporte six travées dont cinq de nefs séparées par des colonnes et deux bas-côtés. La nef se termine en berceau plein-cintre. Le chœur est en voûte d'arête (néo-romane). ((←CONTRADICTION!→)) Le chœur est néo-gothique, voûté d'ogives. Le maître-autel est surmonté d'une gloire.